# Фадєєва Марія Іванівна
Фадєєва Марія Іванівна (4 березня 1958) — російська академічна веслувальниця.
Бронзова призерка Олімпійських Ігор 1980 року в складі розпашної четвірки зі стерновою.